# Düsseldorfer Leitsätze
Die Düsseldorfer Leitsätze vom 15. Juli 1949 sind das wirtschafts- und sozialpolitische Programm der CDU für die erste Bundestagswahl.
Sie markieren die programmatische Neuausrichtung der CDU zur sozialen Marktwirtschaft und damit eine Konkurrenz zum Konzeptes eines Christlichen Sozialismus des Ahlener Programms, das vor allem von der CDU Nordrhein-Westfalen favorisiert worden war und auch als Religiöser Sozialismus in der Tradition eines politischen Flügels der Zentrumspartei in der Weimarer Republik stand, der auch Konrad Adenauer, wenn auch als Vertreter eines anderen Flügels, einst angehörte. Adenauer hatte jedoch erhebliche Bedenken gegen ein „sozialistisches“ Parteiprogramm und setzte seinen gesamten Einfluss ein um die Parteirichtlinie aus dem Ahlener Programm zu korrigieren.
Übereinstimmend mit dem „Ahlener Programm“ wurden aber freie Arbeitsplatzwahl, die Mitbestimmung der Arbeitnehmer in den Betrieben und ihre Beteiligung am Produktivvermögen auch in den Grundsätzen festgestellt. Außerdem finden sich weiterhin verwandte Elemente wie die zentrale Aufsicht über das Geldwesen, die soziale Absicherung und die Rolle der Tarifverträge.
Die Hinwendung der CDU zur sozialen Marktwirtschaft ging maßgeblich von Ludwig Erhard aus, der in engem Kontakt zu den Autoren stand. Unter der Federführung von Franz Etzel waren noch Hugo Scharnberg, Franz Böhm, Friedrich Holzapfel, Hanns Seidel, Johannes Albers, Bernhard Pfister, Günther Henle und Adolf Reifferscheidt an den Programmarbeiten beteiligt.
Durch die Düsseldorfer Leitsätze erlangte der Ausdruck „Soziale Marktwirtschaft“ als politischer Begriff erstmals Bedeutung und wurde als Selbstbezeichnung der Wirtschaftspolitik von Ludwig Erhard und der CDU etabliert.
Kennzeichnend für dieses von der CDU geprägte Konzept der Sozialen Marktwirtschaft war die Verbindung der Prinzipien des Ordoliberalismus mit der religiös begründeten Ethik der christlichen Soziallehre. In der Vorstellung einer „christlichen Demokratie“ und im christlich-sozialen Konzept der Soziale Marktwirtschaft wurden, statt der Eigeninteressen von Individuen oder Kollektiven, normative Werte zum Maßstab allen politischen Handelns. 
Das Programm fußt auf drei Prinzipien:
1. Betonung der wirtschaftlichen Selbstbestimmung und (neben der politischen auch) der wirtschaftlichen Freiheit.
2. Weckung des Leistungsprinzips durch fairen Wettbewerb und marktfähige Preise.
3. Die beiden ersten Prinzipien sollten weder vom Staat noch von Einzelpersonen oder Verbänden unterbunden werden können.

Als ein diesen Prinzipien übergeordnetes Ziel wird in der Präambel die Soziale Marktwirtschaft als eine Ordnung definiert, die „ein Höchstmaß von wirtschaftlichem Nutzen und sozialer Gerechtigkeit für alle erbringt“.

Das Wettbewerbsprinzip, das zum primären Ordnungskriterium wurde, sollte nicht allein die volkswirtschaftliche Produktionsleistung steigern, sondern auch in einer die politische Demokratie stützenden Weise ökonomische Macht dezentralisieren.
„Diese Wirtschaftspolitik führt in sinnvoller Kombination von Geld- und Kredit-, Handels- und Zoll-, Steuer-, Investitions- und Sozialpolitik sowie anderen Maßnahmen dazu, daß die Wirtschaft in Erfüllung ihrer letzten Zielsetzung der Wohlfahrt und der Bedarfsdeckung des ganzen Volkes dient. Diese Bedarfsdeckung hat selbstverständlich auch eine angemessene Versorgung des notleidenden Teils der Bevölkerung zu umfassen.“